# モアンダ
モアンダ（Moanda）は、ガボンの都市。人口59,154人（2013年国勢調査）。ガボンで6番目に大きな都市である。ガボン南東部、オートオゴウェ州に位置する。モアンダには世界最大級のマンガン鉱山があり、オゴウェ鉱山会社（Compagnie Minière de l'Ogooué、COMILOG)によって採掘されている。
モアンダの街はバンゴンベ台地、ブーディンガ山、モアンダ山などの高原に囲まれている。バンゴンベ台地には鉱山があり、COMILOGが採掘を行っている。気候はサバナ気候に属し、1月から3月には雷雨が多く高温となり、7月から9月はやや涼しくなる。
モアンダの町が建設されたのは1953年であり、同年COMILOGによってマンガンの採掘も開始された。COMILOGは毎年平均350万トンのマンガンを採掘している。採掘開始当初は交通網が整備されていなかったため、国境を越えて76km南にあるコンゴ共和国のムビンダまで世界最長のロープウェイ（COMILOGロープウェイ）が建設され、ムビンダからはコンゴ・オセアン鉄道に接続してポワントノワール港まで鉱石が運ばれ輸出されていたが、1986年にトランスガボン鉄道がムビンダまで開通するとロープウェイは廃止され、マンガン鉱石の輸送は鉄道を経由して首都リーブルヴィル近郊のオウェンドまで運ばれ輸出されるようになった。